# Temnadenia
Temnadenia là chi thực vật có hoa trong họ Apocynaceae.